# Гюльцов-Прюцен
Гюльцов-Прюцен (нем. Gülzow-Prüzen) — община в Германии, районный центр, расположен в земле Мекленбург-Передняя Померания. Входит в состав района Гюстров. Подчиняется управлению Гюстров Ланд. Население составляет 1644 человек (2009); в 2005 г. — 1816. Занимает площадь 58,18 км².

## Население
| Год  | Численность | Численность |
| ---- | ----------- | ----------- |
| 2017 | 1586        | [ 1 ]       |
| 2019 | 1551        | [ 3 ]       |
| 2021 | 1585        | [ 4 ]       |
| 2022 | 1608        | [ 5 ]       |
| 2023 | 1611        | [ 2 ]       |